# Corupá
Corupá este un oraș în Santa Catarina (SC), Brazilia.